# Саръсуски район
Саръсуски район (на казахски: Сарысу ауданы) е съставна част на Жамбълска област, Казахстан. Административен център е град Жанатас. Обща площ 32 710 км2 и население 44 200 души (по приблизителна оценка към 1 януари 2020 г.).